# 合陽県
合陽県（ごうよう-けん）は、中華人民共和国陝西省渭南市に位置する県。

## 行政区画
- 街道:城関街道
- 鎮:甘井鎮、坊鎮、洽川鎮、新池鎮、黒池鎮、路井鎮、和家荘鎮、同家荘鎮、王村鎮、百良鎮、金峪鎮